# De Fem på Sagen
De Fem på Sagen (The Famous Five: On the Case) er en engelsk – fransk tegnefilmserie, den vises på Disney Channel

## Handling
Serien handler om De Fem bøgerne med lidt opdagtering, og handler om Jo, Max, Allie, Dylan og hunden Timmy 2.